# ISO 2145
國際標準化組織的ISO 2145國際標準針對字體排印習慣，為文献工作裡「书写文献的章节编号方法」作出定義。這定義不論是手稿、書籍、期刊及標準皆適用。

## 描述
ISO 2145 编号方法的定義如下：
- 所有編號只使用連續的阿拉伯數字，如：1, 2, 3, …。
- 主分段由1開始順序使用。
- 在每一個主分段（第一層）以下的分段（第二層），都一樣從1開始順序使用。同樣的分段形式亦適用於再下一層的分段。
- 在分段編號之間，由句點來分隔。但最後一層的分段編號不需要句點結尾。
- 若分段的第一節的內容是引言、前言之類的內容，可使用0來編號。

## 例子
以下是一個採用了ISO 2145章節編號方法的目錄：
| 0       | 前言       |
| 1       | 引言       |
| 2       | 方法       |
| 2.1     | 數數技巧   |
| 2.1.1   | 人手程序   |
| 2.1.1.1 | 數蘋果     |
| 2.1.1.2 | 數香橙     |
| 2.1.2   | 自動化方法 |
| 2.2     | 品質管理   |
| 3       | 結果       |
| 4       | 關連工作   |
| 4.1     | 數豆       |
| 4.2     | 數綿羊     |
| 5       | 結論       |

## 引用
在書寫時，章節的編號並不會改變，例如：
- 中文
  - … 在第4章 …
  - … 如第3.4.27節所表示 …
  - … 2.4.1.7的第三段 …
- 英文
  - … in chapter 4 …
  - … as lemma 3.4.27 shows …
  - … the 3rd paragraph in 2.4.1.7 …

不過，在口语方面，英文及中文的習慣有所不同：
- 在中文，口语與书面语的分別不大，如：
  - … 在第4章 …
  - … 如第3點4點27節所表示 …
  - … 2點4點1點7的第三段 …
- 在英文，一般都不會讀出句點，如：
  - "… in chapter four …"
  - "… as lemma three four twenty-seven shows …"
  - "… the third paragraph in two four one seven …"

## 文書處理軟件的支援
- 所有由標準的LaTeX產生的文件的章節、分節、表格等的格式都如ISO 2145所定義的一樣。
- 直至2003，所有Microsoft Word預設的數字章節定義（Legal）都在章節的數字後加上句點（"."）。雖然這定義與ISO 2145的定義不相符，但用戶亦可以輕易的把這句點從格式裡移除。

## 參看
- GB 1.1-81